# Harcerska gra terenowa

Gra terenowa – jedna z form pracy harcerskiej. Polega na wykonywaniu określonych zadań przez grupę poruszającą się wzdłuż określonej trasy. Odbywa się najczęściej w warunkach leśnych. Bywa traktowana jako forma zaliczenia punktów na próbę na któryś ze stopni harcerskich.
Mianem gier terenowych nazywa się też LARPy organizowane na świeżym powietrzu oraz terenówki.
Juliusz Dąbrowski w wydanej w 1934 roku książce Gry i zabawy w izbie harcerskiej podzielił gry pomagające w pracy harcerskiej na: 
- ćwiczące spostrzegawczość i pamięć wzrokową
- ćwiczące orientację
- ćwiczące zmysły słuchu i dotyku
- towarzyskie
- ćwiczące zwinność i zręczność
- gry służące jako pomoc przy pracy
- gry ćwiczące umiejętności harcerskie: sygnalizacyjne, samarytańskie, terenoznawcze